# 홍비라
홍비라(1996년 9월 14일 ~ )은 대한민국의 배우이다.

## 학력
- 대진디자인고등학교 시각디자인정보과 (졸업)
- 단국대학교 연극영화학과 (졸업)

## 연기 활동

### 드라마
- 2018년 웹드라마 《연애포차》
- 2019년 웹드라마 《꽃길로22》 … 배가연 역
- 2020년 웹드라마 《놓지마 정신줄!》 … 엘리스 역
- 2022년 SBS 금토드라마 《어게인 마이 라이프》 … 김규리 역
- 2023년 JTBC 수목드라마 《나쁜 엄마》 … 오하영 역
- 2024년 JTBC 수목드라마 《비밀은 없어》 … 이혜연 역 (특별출연)
- 2024년 채널A 토일드라마 《새벽 2시의 신데렐라》 … 김이래 역
- 2024년 JTBC 토일드라마 《옥씨부인전》 … 이 씨 부인 역
- 2025년 Disney+ 오리지널 드라마 《나인 퍼즐》 … 변지윤 역

### 영화
- 2017년 《루틴》
- 2018년 《살롱드 서울》
- 2018년 《무정차 구간》
- 2018년 《뷰티풀 뱀파이어》 - 황진이 역

### 광고
- 삼다수
- 신한 페이판
- mac
- Lumir B
- 티르티르